# أمونيوس أثينا
أمونيوس الأثيني ( /əˈmoʊniəs/ ، (باليونانية: Ἀμμώνιος)‏    ) ، التي تسمى أحيانًا أمونيوس المشّاء ، كان فيلسوفًا درس في أثينا في القرن الأول الميلادي. 
كان مدرسًا للمؤرخ بلوتارخ ، الذي امتدح تعليمه العظيم ،  وقدمه يتكلم عن الدين والطقوس المقدسة.  كتب بلوتارخ سيرة حياة له والتي تعد موجودة. 
من المعلومات التي قدمها بلوتارخ ، كان أمونيوس من الواضح أنه خبير في أعمال أرسطو ، لكنه ربما كان فيلسوف أفلاطوني بدلاً من بيرباتيك . 
قد يكون أمونيوس لامبراي (في أتيكا ) مقتبسة من قبل أثينيوس  مؤلف كتاب عن المذابح والتضحيات ( (باليونانية: Περὶ βωμῶν καὶ Θυσιῶν)‏    ). يذكر Athenaeus أيضًا عملًا على المحظيات الأثينية ( (باليونانية: Περὶ τῶν Ἀθηνσινῆ Ἑταιρίδων)‏    ) كما كتبه عمونيوس. 